# Сіваков Михайло Анатолійович
Миха́йло Анато́лійович Сівако́в (24.05.1995—05.05.2022) — старший солдат Збройних Сил України, учасник російсько-української війни, який загинув під час російського вторгнення в Україну.

## Життєпис
Народився 24 травня 1995 року в м. Звенигородці Черкаської області.
У травні 2019 року призваний на строкову службу до Збройних Сил України. Наприкінці липня 2019 року уклав контракт на проходження військової служби за контрактом. Брав участь у бойових діях на території Донецької та Луганської областей.
Під час російського вторгнення в Україну в 2022 році — старший солдат, командир відділення механізованої роти 72 ОМБр. Спочатку брав участь в обороні Київщини, згодом — на Донеччині. 
Загинув 5 травня 2022 року під час ворожого артилерійського обстрілу важким калібром в районі села Перемоги Харківської області. Похований в Звенигородській міській громаді.

## Нагороди
- орден «За мужність» III ступеня (2022) — за особисту мужність і самовіддані дії, виявлені у захисті державного суверенітету та територіальної цілісності України, вірність військовій присязі[3].